# Chersonesia excellens
Chersonesia excellens är en fjärilsart som beskrevs av Martin 1903. Chersonesia excellens ingår i släktet Chersonesia och familjen praktfjärilar. IUCN kategoriserar arten globalt som livskraftig. Inga underarter finns listade i Catalogue of Life.